# Järlepa järv
Järlepa järv är en sjö i Estland.   Den ligger i landskapet Raplamaa, i den centrala delen av landet, 30 km söder om huvudstaden Tallinn. Järlepa järv ligger 67 meter över havet. Arean är 0,16 kvadratkilometer. 
I omgivningarna runt Järlepa järv förekommer en mosaik av blandskog, träskmarker och jordbruksmark.
Trakten ingår i den hemiboreala klimatzonen. Årsmedeltemperaturen i trakten är 2 °C. Den varmaste månaden är juli, då medeltemperaturen är 17 °C, och den kallaste är februari, med −11 °C.